# Liliput

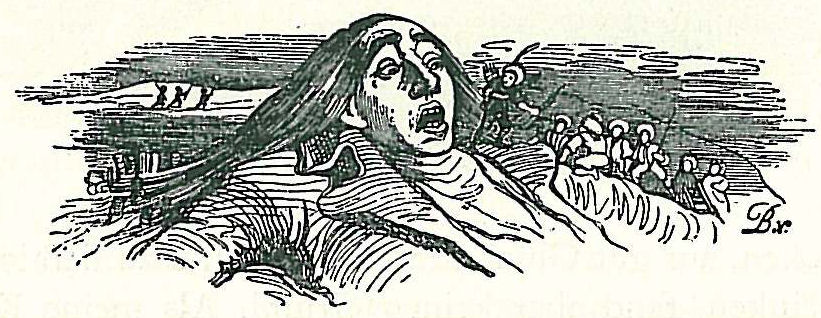
Guliwer i Liliputy, rysunek Grandville’a, XIX wiek

Liliput (z ang.) – karzełek, człowiek niewielkiego wzrostu.
Słowo pochodzi z powieści Jonathana Swifta Podróże Guliwera (1726), w której tytułowy bohater podróżuje do krainy Liliputów – ludzików o małym wzroście. W języku polskim słowo to przyjęło się jako ogólne określenie bardzo niskiej osoby.